# Хрест Франца Йосифа
Хрест Франца Йосифа І (нім. Franz Joseph-Kreuz, угор. Ferenc József-kereszt) ― австро-угорська відзнака, заснована Францом Йосифом І та 28 листопада 1916 р. офіційно затверджена імператором Карлом І.

## Історія

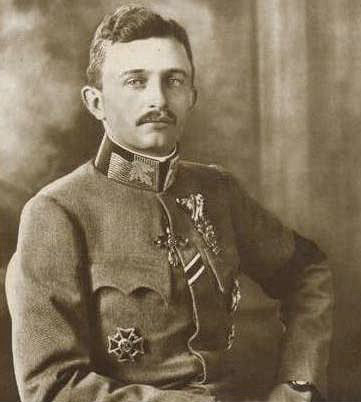
Імператор Карл І з Хрестом Франца Йосифа на правому боці грудей.

Цей хрест, який також називають хрестом нім. militantibus a latere meo (бої біля мене), був надзвичайно рідкісною та ексклюзивною нагородою. Він був розроблений в 1916 році за життя імператора Франца Йосифа, який зумів затвердити список кандидатів, представлених на нагороду. Після смерті Франца Йосифа його наступник Карл I 28 листопада 1916 року офіційно затвердив хрест і нагородив ним 25 людей зі списку попередника. Хрестом нагороджувались лише люди, які працювали у Військовій канцелярії у Відні, військові та цивільні особи, які тісно співпрацювали з монархом.

## Дизайн
Знак ― це мальтійський хрест із срібною оправою з чорного заліза. Золотий лавровий вінок проходить між раменами хреста. В середині медальйона представлені переплетені ініціали засновника «FJ I» (Франц Йосиф Імператор), оточені срібним кільцем з девізом «лат. MILITANTIBUS A LATERE MEO» (Боротьба на моїй стороні) та датами «MCMXIV-MCMXVI». Цей хрест не мав стрічки - його носили на запобіжній шпильці на правому боці грудей.
Хрест Франца Йосифа не слід плутати з Орденом Франца Йосифа, створеним у 1849 році.